# Трубецкой, Климент Николаевич
Климе́нт Никола́евич Трубецко́й (род. 3 июля 1933 года, Москва) — советский и российский учёный, доктор технических наук, профессор, специалист в области разработки месторождений твёрдых полезных ископаемых, комплексного освоения недр и экологии горного производства. Академик РАН (1991), действительный член Академии горных наук и Нью-Йоркской академии наук.

## Биография
Родился 3 июля 1933 года в Москве в семье генерал-лейтенанта технических войск Николая Иустиновича Трубецкого.
В 1953—1955 годах, после окончания горно-металлургического техникума МВД СССР в Норильске, работал горным мастером, начальником промывочных приборов приисков «Южный» и «Красноармейский» Дальстроя Минцветмета СССР.
В 1955—1956 годах работал старшим техником, начальником Коркинского гидроизыскательного отряда института «Сибцветметпроект» Минцветмета СССР.
В 1961 году окончил Московский институт цветных металлов и золота им. М. И. Калинина, получив квалификацию горного инженера по разработке руд цветных металлов и начал трудовую деятельность в Институте горного дела имени А. А. Скочинского АН СССР в должности старшего научного сотрудника, заведующего лабораторией теории открытой разработки месторождений.
В 1965 году защитил диссертацию на соискание учёной степени кандидата технических наук
В 1967 году был переведён в Сектор Института физики Земли им. О. Ю. Шмидта, а в 1977 году — во вновь организованный институт Институт проблем комплексного освоения недр АН СССР (с 1987 по 2003 год возглавлял этот институт в качестве директора).
В 1981 году защитил диссертацию доктора технических наук («Научные основы проектирования и технологии применения карьерных погрузчиков на открытых горных работах»). В 1982 году решением ВАК СССР ему присвоено звание профессора.
23 декабря 1987 года избран членом-корреспондентом Академии наук СССР по Отделению геологии, геофизики, геохимии и горных наук. 7 декабря 1991 года избран академиком Российской академии наук по Секции наук о Земле (горное дело и экология).
С 1996 по 2001 год являлся членом Президиума РАН. С 2003 года — советник Президиума РАН.

## Награды
- Государственная премия Российской Федерации в области науки и техники (1998) [1].
- Премии Правительства Российской Федерации в области науки и техники (1999, 2002, 2008, 2014) [2][3][4]
- Премия Президента Российской Федерации в области образования (2000) [5][6]
- Премия имени Н. В. Мельникова РАН (2004)
- Орден «За заслуги перед Отечеством» IV степени (1998) и III степени (2008)
- Орден Почёта (2013)[7].
- Орден Александра Невского (2023)[8].

### Награды СССР
- Медаль «За доблестный труд. В ознаменование 100-летия со дня рождения Владимира Ильича Ленина» (1970)
- Медаль «Ветеран труда» (1985)
- Золотая медаль имени Н. В. Мельникова АН СССР (1989)
- Государственная премия СССР (1990)

### Прочее
- Демидовская премия (2013)